# Флорида (футбольний клуб)
Флорида  — український футбольний клуб з Одеси, заснований 1913 року за особистим поручительством Павла Антоновича Патрона, хоча в чемпіонаті Одеської футбольної ліги команда дебютувала восени 1912 року.
Засновники: викладач гімназії Павло Патрон, син спадкового почесного громадянина Віктор Болгаров, провізор Едуард Вебер, підданий Великої Британії Вільям Каруана, грецький підданий Михайло Мангель (він же — де-Манжель) і варшавський міщанин Олександр Ріхтер.

## Історія
Цікаво, що спочатку Присутствіє у складі В. О. Одеського міського начальника В. Ф. Ільїна, керуючого Одеською Головною Складальною Митною П. С. Грицай, голова Одеського комерційного суду М. О. Лузанов та товариш Прокурора Одеського окружного суду І. К. Тодорович відмовило у реєстрації гуртка з формулюванням: «У нотаріальному засвідченні не міститься точного та чіткого посвідчення факту готівки у прохачів законної правоздатності». Перше прохання про реєстрацію проекту Статуту подали 6 (19) квітня 1913 року й, окрім перерахованих вище засновників, за винятком Патрона, Болгарова та Вебера, у ньому брали участь діловод 14-го Стрілецького полку Колезький реєстратор Федір Федоров, одеський купецький син Олександр Ремер, В. О. перекладача при Одеській митниці Колезький реєстратор Сергій Дьомкін та Одеський міщанин Іван Дьомкін.
Гурток культивував футбол, хокей, лаун-теніс, легку атлетику, гімнастичні вправи, ковзани та лижі.
Членами гуртка могли бути всі охочі, окрім неповнолітніх учнів середньої та нижчої шкіл, а також тих, хто перебуває на дійсній службі нижчих чинів, юнкерів та професіоналів-футболістів, які грали за команду клубу в чемпіонаті ОФЛ.

## Досягнення
- Кубок Герда
  -  Володар (1): 1916

- Кубок Окша-Оржеховського
  -  Володар (1): 1914

## Статистика виступів

### Одеська футбольна ліга
| Сезон   | Категорія (ліга) | Іг | В | Н | П  | М'ячі | О  | Місце | Трофей              |
| ------- | ---------------- | -- | - | - | -- | ----- | -- | ----- | ------------------- |
| 1912/13 | 1 категорія      | 14 | 7 | 0 | 7  | 19-29 | 14 | 4     |                     |
| 1912/13 | 2 категорія      | 14 | 2 | 3 | 9  | 10-22 | 7  | 7     |                     |
| 1913/14 | 1 категорія      | 14 | 2 | 2 | 10 | 8-34  | 6  | 7     |                     |
| 1913/14 | 2 категорія      | 14 |   |   |    |       |    | 7     |                     |
| 1913/14 | 3 категорія      | 10 |   |   |    |       |    | 1     | Кубок Оржеховського |
| 1914/15 | 1 категорія      | 16 | 4 | 1 | 11 |       | 9  | 7     |                     |
| 1914/15 | 2 категорія      | 16 |   |   |    |       |    | 7     |                     |
| 1914/15 | 3 категорія      | 12 |   |   |    |       |    | 5     |                     |
| 1915/16 | 1 категорія      | 10 | 3 | 3 | 4  | 11-15 | 9  | 3     |                     |
| 1915/16 | 2 категорія      | 10 | 7 | 2 | 1  | 30-7  | 16 | 1     | Кубок Герда         |
| 1915/16 | 3 категорія      | 6  | 3 | 0 | 3  | 6-12  | 6  | 3     |                     |
| 1916/17 | 1 категорія      | 10 |   |   |    |       | 4  | 4     |                     |
| 1916/17 | 2 категорія      | 10 | 0 | 0 | 10 |       | 0  | 5     |                     |
| 1916/17 | 3 категорія      | 6  | 2 | 2 | 0  |       | 4  | 3     |                     |
| 1917/18 | 1 категорія      | 2  | 0 | 0 | 2  | 0-10  | 1  | 4     | сезон недограли     |
| 1917/18 | 2 категорія      | 3  | 0 | 1 | 2  | 7-9   | 1  | 4     | зіграно 1-ше коло   |
| 1917/18 | 3 категорія      | 3  | 1 | 0 | 2  | 4-14  | 2  | 3     | зігране 1-ше коло   |
| 1918/19 | 1 категорія      |    |   |   |    |       |    |       |                     |